# Another Phase
 (février 2017).
Si vous disposez d'ouvrages ou d'articles de référence ou si vous connaissez des sites web de qualité traitant du thème abordé ici, merci de compléter l'article en donnant les références utiles à sa vérifiabilité et en les liant à la section « Notes et références ».
Albums de Maria Mena
Mellow
(2004)
Singles
1. Free
2. My Lullaby

Another Phase est le premier album de la chanteuse pop norvégienne Maria Mena, publié par Sony Music Entertainment en 2002.
Il a atteint la 6e place du Top norvégien. Les deux singles Free et My Lullaby ont fait leur apparition avec cet album. Cet album a été coécrit et produit par Arvid Solvang (en)[réf. nécessaire].

## Liste des titres
| No  | Titre               | Durée |
| --- | ------------------- | ----- |
| 1.  | Free                | 4:01  |
| 2.  | Blame It on Me      | 3:28  |
| 3.  | My Lullaby          | 2:47  |
| 4.  | Sleep to Dream      | 3:39  |
| 5.  | Monday Morning      | 4:06  |
| 6.  | Pale People         | 4:39  |
| 7.  | They Smoke a Lot    | 1:48  |
| 8.  | Crowded Train       | 3:50  |
| 9.  | Bye Bye             | 3:54  |
| 10. | Ugly                | 3:38  |
| 11. | Those Who Caved In  | 3:57  |
| 12. | Better Than Nothing | 3:40  |

| Titre caché | Titre caché   | Titre caché | Titre caché | Titre caché | Titre caché | Titre caché | Titre caché | Titre caché | Titre caché |
| No          | Titre         | Durée       |             |             |             |             |             |             |             |
| ----------- | ------------- | ----------- | ----------- | ----------- | ----------- | ----------- | ----------- | ----------- | ----------- |
| 13.         | When It Rains | 2:39        |             |             |             |             |             |             |             |
| 49:41       |               |             |             |             |             |             |             |             |             |

Note
When It Rains est un titre caché apparaissant dans (après) la chanson Better Than Nothing, à 7:16 après un silence de 3:35.